# Zineb El Rhazoui
Zineb El Rhazoui (Arabisch: زينب الغزوي, Zainab al-Ghazwi), ook bekend onder haar pseudoniem Zineb, (Casablanca, 19 januari 1982) is een Frans-Marokkaans journaliste, feministe en islamcriticus. Ten tijde van de aanslag was zij redacteur bij het Franse satirische weekblad Charlie Hebdo.

## Jeugd en opleiding
Zineb werd in 1982 in Casablanca geboren en heeft een Marokkaanse vader en een Franse moeder. Nadat zij het lyceum in Casablanca had afgerond studeerde zij Engels en Arabisch aan de Sorbonne in Parijs en vervolgens godsdienstsociologie aan de EHESS in Parijs. Haar persoonlijke ervaringen in haar geboorteland met de geïnstitutionaliseerde discriminatie van de vrouw en perscensuur in naam van de islam maakten van haar een militante atheïste en feministe.

## Loopbaan
Na haar studie werd zij docent aan de Université française d'Égypte. In diezelfde tijd was zij journaliste voor het Franstalige Marokkaanse blad Le Journal hebdomadaire, waar zij onder meer berichtte over de mensenrechtensituatie in Marokko en het conflict in de Gazastrook (2008-2009). Het blad waarvoor zij werkte werd in 2010 door de Marokkaanse autoriteiten gesloten.
Zij was in 2009 mede-oprichter van de mensenrechtenbeweging MALI (Mouvement alternatif pour les libertés individuelles). Een actie die in Marokko veel stof deed opwaaien was het organiseren van een picknick tijdens de ramadan.
Vanaf 2011 leverde zij bijdragen aan het Franse satirische weekblad Charlie Hebdo en kwam er in 2013 als redacteur in dienst. Op het moment van de aanslag in 2015 was zij niet in Parijs. Zij bleef in dienst bij Charlie Hebdo tot 2016. Net als andere betrokkenen bij Charlie Hebdo is zij doelwit van doodsbedreigingen. In oktober 2016 verscheen haar boek Détruire le fascisme islamique. In maart 2018 volgde de Nederlandse vertaling van dat boek onder de titel Vernietig het islamitisch fascisme.